# Herbert Bittner
Herbert Bittner (* 22. Mai 1952 in Bielefeld) ist ein ehemaliger deutscher Fußballspieler. 

## Karriere
Bittner begann seine Karriere im Alter von sechs Jahren beim TuS 04 Sudbrack und wechselte vier Jahre später in die Jugendabteilung von Arminia Bielefeld. Dort wurde er zunächst als Linksaußen eingesetzt, bevor er als B-Jugendlicher ins zentrale Mittelfeld rückte. In der Bundesliga bestritt er in der Saison 1970/71 sein erstes Bundesligaspiel, als er am 30. Spieltag beim Auswärtsspiel bei Werder Bremen in der 61. Minute für Detlef Kemena eingewechselt wurde. Das Spiel endete 4:1 für Werder. Es blieb Bittners einziger Einsatz für die Bielefelder. Zur neuen Saison wechselte er zu SV Arminia Hannover, wo er bis 1973 blieb. Gleichzeitig absolvierte er in Hannover seinen Wehrdienst.
Ab 1973 lief Bittner für den SC Herford auf und war für diesen in insgesamt vier Spielzeiten in der 2. Bundesliga aktiv. Im zweiten Jahr erfolgte der Abstieg, dem der direkte Wiederaufstieg folgte, Bittner blieb bis zum erneuten Abstieg 1981 in Herford. Er ist der Spieler mit den meisten Zweitligaeinsätzen für die Herforder, er trug das Trikot der Herforder in 146 Zweitligaspielen, in denen er 22 Tore erzielte. Zwischenzeitlich absolvierte er ein Probetraining beim FC Bayern München. Zu einer Verpflichtung kam es nicht. Rückblickend erklärte Bittner, dass er in München „sowieso keinen Menschen verstanden hätte“.
Nachdem die Herforder im Jahre 1981 die Qualifikation für die nunmehr eingleisige 2. Bundesliga verpassten, wechselte Herbert Bittner für eine Ablösesumme von 50.000 Mark zum Bundesligisten Eintracht Braunschweig, wo er unter Trainer Uli Maslo zu drei Einsätzen kam. Er bestritt keines der Spiele über die volle Länge und alle gingen verloren. Bereits in der Winterpause der Saison 1981/82 wechselte Bittner zum Zweitligisten VfL Osnabrück, wo er bis 1984 blieb. Ein Wechsel zum FC Basel klappte nicht, weil der VfL Osnabrück eine zu hohe Ablösesumme forderte. Bittner ließ seine Karriere daraufhin beim SC Herford ausklingen.
Für einige Jahre war Herbert Bittner als Trainer beim SV Oberbauerschaft aus Hüllhorst aktiv. In den 1990er Jahren war Bittner in Personalunion mit Uwe Pallaks sportlicher Leiter beim SC Herford. In dieser Zeit gelang dem ehemaligen Zweitligisten der Aufstieg in die Landesliga. Heute lebt Herbert Bittner im Bünder Stadtteil Dünne.